# Bertran I dels Baus
Bertran I dels Baus fou el tercer fill de Ramon I dels Baus pertanyent a la senyoria dels Baus (1167-1181), a Provença.
Es va casar amb Tiburge d'Orange, vídua de Gaufred de Mornas, filla de Guillem d'Omelas (Montpeller), amb qui tingué cinc fills: Hug (que heretà la senyoria), Bertran, Guillem, Tiburge, i Hermeline. Pel seu casament amb Tiburge esdevenia príncep d'Orange.